# Hyphessobrycon loweae
Hyphessobrycon loweae és una espècie de peix de la família dels caràcids i de l'ordre dels caraciformes.

## Morfologia
- Els mascles poden assolir 3,2 cm de llargària total.
- Nombre de vèrtebres: 34-35.[1]

## Hàbitat
Viu a àrees de clima tropical entre 25 °C - 28 °C de temperatura.

## Distribució geogràfica
Es troba a Sud-amèrica: conca del riu Xingu.